# Quỹ đạo chuyển tiếp Hohmann

Một quỹ đạo chuyển tiếp Hohmann, đường số 2 màu vàng, nối từ quỹ đạo số 1 đến quỹ đạo lớn hơn số 3.

Một quỹ đạo chuyển tiếp Hohmann để phóng tàu thám hiểm NASA InSight lên sao Hỏa:
InSight·
Trái đất·
Mars

Trong du hành vũ trụ, Quỹ đạo chuyển tiếp Hohmann (/ˈhoʊmən/) là một quỹ đạo chuyển tiếp được áp dụng cho tàu vũ trụ khi chuyển giữa hai quỹ đạo có độ cao khác nhau xung quanh một thiên thể. Ví dụ, một chuyển tiếp Hohman là sự nâng độ cao của vệ tinh từ quỹ đạo Trái Đất tầm thấp lên Quỹ đạo địa tĩnh.  Trong trường hợp lý tưởng, quỹ đạo ban đầu và quỹ đạo mục tiêu đều tròn và cùng một mặt phẳng quỹ đạo. Thao tác được thực hiện bằng cách đưa tàu vũ trụ vào quỹ đạo chuyển hình elip tiếp tuyến với cả quỹ đạo ban đầu và quỹ đạo muốn tới. Thao tác sử dụng hai lần đốt động cơ để tạo Xung lượng: lần đầu tiên thiết lập quỹ đạo chuyển và lần thứ hai điều chỉnh quỹ đạo để phù hợp với mục tiêu.
Chuyển tiếp Hohmann là chuyển tiếp quỹ đạo yêu cầu ít xung lực đẩy nhất để đạt được sự chuyển tiếp quỹ đạo cần thiết, nhưng đòi hỏi thời gian di chuyển tương đối dài hơn so với các dạng chuyển quỹ đạo sử dụng xung lực đẩy của động cơ cao hơn. Trong một số trường hợp, khi một quỹ đạo lớn hơn nhiều so với quỹ đạo kia, chuyển tiếp kiểu dạng bi-elliptic có thể sử dụng mà cần ít xung lực hơn, đổi lại là thời gian bay của tàu vũ trụ thậm chí còn dài hơn.
Tên của phương pháp chuyển tiếp quỹ đạo này được đặt theo tên nhà khoa học người Đức tên là Walter Hohmann, người đã lần đầu tiên đưa ra phương pháp này trong cuốn sách Die Erreichbarkeit der Himmelskörper (Khả năng vươn tới các thiên thể) do ông xuất bản năm 1925. Hohmann được truyền cảm hứng từ cuốn Two Planets của tiểu thuyết gia viễn tưởng Kurd Lasswitz viết năm 1897.
Khi được sử dụng để đưa tàu vũ trụ lên các quỹ đạo khác, quỹ đạo chuyển tiếp Hohmann yêu cầu điểm bắt đầu và điểm đến phải ở các vị trí cụ thể trên quỹ đạo của chúng so với nhau. Các sứ mệnh không gian sử dụng chuyển tiếp Hohmann do đó phải đợi sự căn chỉnh bắt buộc này xảy ra, qua đó mở ra một hành lang phóng. Đối với sứ mệnh tàu vũ trụ bay lên sao Hỏa, hành lang phóng tàu vũ trụ này chỉ xảy ra mỗi 26 tháng một lần. Một quỹ đạo chuyển tiếp Hohmann xác định chính xác khoảng thời gian để du hành giữa điểm đầu và điểm cuối; đối với du hành giữa Trái đất và sao Hỏa thời gian du hành sẽ khoảng 9 tháng. Khi thực hiện chuyển tiếp quỹ đạo giữa các quỹ đạo gần các thiên thể có lực hấp dẫn đáng kể, thường cần ít delta-v hơn nhiều, vì hiệu ứng Oberth có thể được sử dụng cho các lần khởi động động cơ tàu vũ trụ.
Quỹ đạo chuyển tiếp Hohmann thường được sử dụng cho việc du hành giữa hai thiên thể, nhưng nếu sử dụng quỹ đạo chuyển tiếp năng lượng thấp có tính đến giới hạn lực đẩy của động cơ thực tế và tận dụng các giếng trọng lực của cả hai hành tinh có thể sẽ giúp tiết kiệm nhiên liệu hơn.

## Ví dụ
Biểu đồ cho thấy quỹ đạo chuyển tiếp Hohmann để đưa tàu vũ trụ từ quỹ đạo tròn thấp hơn vào quỹ đạo cao hơn. Đây là quỹ đạo elip tiếp tuyến với cả quỹ đạo tròn thấp hơn mà tàu vũ trụ sẽ rời khỏi (màu lục lam, được đánh dấu 1 trên sơ đồ) và quỹ đạo tròn cao hơn mà tàu vũ trụ sẽ đạt tới (màu đỏ, được đánh dấu 3 trên sơ đồ). Quỹ đạo chuyển tiếp (màu vàng, được đánh dấu 2 trên sơ đồ) được khởi tạo bằng cách khởi động động cơ của tàu vũ trụ để bổ sung năng lượng và nâng điểm viễn địa. Khi tàu vũ trụ đạt đến điểm viễn địa, động cơ thứ hai khởi động sẽ bổ sung năng lượng để nâng điểm cận địa, đưa tàu vũ trụ vào quỹ đạo tròn lớn hơn.

Do tính có thể đảo ngược của quỹ đạo, một quỹ đạo chuyển tiếp Hohmann tương tự có thể được sử dụng để đưa tàu vũ trụ từ quỹ đạo cao hơn về quỹ đạo thấp hơn; trong trường hợp này, động cơ của tàu vũ trụ được kích hoạt để hãm tàu vũ trụ và hạ thấp cận điểm quỹ đạo của nó để tàu vũ trụ giảm dần độ cao theo quỹ đạo hình elip. Sau đó, động cơ được kích hoạt lại để làm chậm tàu vũ trụ, lúc này tàu sẽ quay theo quỹ đạo tròn thấp hơn. Quỹ đạo chuyển Hohmann dựa trên hai lần kích hoạt động cơ tàu vũ trụ để thay đổi vận tốc tức thời. Cần thêm nhiên liệu để bù đắp cho thực tế là các vụ nổ mất thời gian; điều này được giảm thiểu bằng cách sử dụng động cơ lực đẩy cao để giảm thiểu thời gian của các vụ nổ. Đối với các lần chuyển trong quỹ đạo Trái đất, hai lần kích hoạt động cơ tại cận điểm và viễn điểm.

### Quỹ đạo chuyển tiếp Hohmann loại I và loại II
Quỹ đạo chuyển tiếp Hohmann lý tưởng là quỹ đạo chuyển tiếp giữa hai quỹ đạo tròn trên cùng một mặt phẳng quỹ đạo và đi qua chính xác 180° quanh quỹ đạo chính. Trên thực tế, quỹ đạo tiếp cận sẽ không tròn và không đồng phẳng với quỹ đạo ban đầu. Thực tế quỹ đạo chuyển tiếp có thể đi qua nhiều hơn một chút hoặc ít hơn một chút góc 180° quanh quỹ đạo chính. Một quỹ đạo đi qua ít hơn 180° quanh quỹ đạo chính được gọi là chuyển Hohmann "Loại I", trong khi một quỹ đạo đi qua nhiều hơn 180° được gọi là chuyển Hohmann "Loại II".
Quỹ đạo chuyển có thể đi xa hơn 360° xung quanh quỹ đạo chính. Những quỹ đạo chuyển tiếp Hohmann nhiều vòng này đôi khi được gọi là Loại III và Loại IV, trong đó Loại III là Loại I cộng với 360°, và Loại IV là Loại II cộng với 360°.

### Ứng dụng
Chuyển tiếp Hohmann được tàu vũ trụ sử dụng để chuyển bay từ quỹ đạo xung quanh thiên thể này sang thiên thể khác, miễn là chúng cùng quay quanh một vật thể có khối lượng lớn hơn. Đồng nghĩa với áp dụng cho tất cả các hành tinh quay quanh Mặt trời. Quỹ đạo chuyển Hohmann có thể được sử dụng để đưa một tiểu hành tinh quay quanh Mặt trời tiếp xúc với Trái đất, để khai thác khoáng sản trên tiểu hành tinh đó chẳng hạn.

## Trích dẫn
1. ↑  Walter Hohmann, The Attainability of Heavenly Bodies (Washington: NASA Technical Translation F-44, 1960) Internet Archive.
2. ↑  Williams, Matt (ngày 26 tháng 12 năm 2014). "Making the Trip to Mars Cheaper and Easier: The Case for Ballistic Capture". Universe Today (bằng tiếng Anh). Truy cập ngày 29 tháng 7 năm 2019.
3. ↑  Hadhazy, Adam. "A New Way to Reach Mars Safely, Anytime and on the Cheap". Scientific American (bằng tiếng Anh). Truy cập ngày 29 tháng 7 năm 2019.
4. ↑  "An Introduction to Beresheet and Its Trajectory to the Moon". Gereshes (bằng tiếng Anh). ngày 8 tháng 4 năm 2019. Truy cập ngày 29 tháng 7 năm 2019.
5. ↑  Jonathan McDowell, "Kick In the Apogee: 40 years of upper stage applications for solid rocket motors, 1957-1997", 33rd AIAA Joint Propulsion Conference, July 4, 1997. abstract. Retrieved 18 July 2017.
6. ↑  NASA, Basics of Space Flight, Section 1, Chapter 4, "Trajectories". Retrieved 26 July 2017. Also available spaceodyssey.dmns.org Lưu trữ ngày 28 tháng 7 năm 2017 tại Wayback Machine.
7. ↑  Tyson Sparks, Trajectories to Mars Lưu trữ ngày 28 tháng 10 năm 2017 tại Wayback Machine, Colorado Center for Astrodynamics Research, 12/14/2012. Retrieved 25 July 2017.
8. ↑  Langevin, Y. (2005). "Design issues for Space Science Missions," Payload and Mission Definition in Space Sciences, V. Mártínez Pillet, A. Aparicio, and F. Sánchez, eds., Cambridge University Press, p. 30. ISBN 052185802X, 9780521858021
9. ↑  Calla, Pablo; Fries, Dan; Welch, Chris (2018). "Asteroid mining with small spacecraft and its economic feasibility".  arΧiv:1808.05099 [astro-ph.IM].